# Leptoropha
Leptoropha es un género extinto de tetrápodos reptiliomorfos. Vivieron durante el Pérmico en Rusia.